# Space Metal (album)
Space Metal is een album van Star One uit 2002. Star One is een project van muzikant Arjen Anthony Lucassen.
Het album is uitgebracht in twee uitvoeringen. De normale bevatte alleen de hieronder genoemde eerste cd, een gelimiteerde uitgave bevatte een extra cd en zat in een speciale verpakking. Het album is een mix van spacerock en progressieve metal. Veel nummers zijn gebaseerd op of beïnvloed door sciencefictionfilms of -televisieseries.

## Nummers
cd 1:
1. "Lift Off" – 1:13
2. "Set Your Controls" – 6:01
3. "High Moon" – 5:36
4. "Songs of the Ocean" – 5:23
5. "Master of Darkness" – 5:14
6. "The Eye of Ra" – 7:34
7. "Sandrider" – 5:31
8. "Perfect Survivor" – 4:46
9. "Intergalactic Space Crusaders" – 5:22
10. "Starchild" – 9:04

cd 2:
1. "Hawkwind Medley" – 9:46 (gastzanger Dave Brock van Hawkwind)
2. "Spaced Out" – 4:53
3. "Inseparable Enemies" – 4:15
4. "Space Oddity" (een David Bowie cover) – 4:59
5. "Starchild" (Dolby Pro Logic Mix) – 9:31
6. "Spaced Out" (Alternatieve versie) – 4:55
7. "The Intergalactic Laxative" (niet vermeld op de hoes, een Donovan cover) – 2:32

## Invloeden
Op cd 1:
- Set Your Controls - De televisieserie Doctor Who
- High Moon - De film Outland
- Songs of the Ocean - De film Star Trek IV: The Voyage Home
- Masters of Darkness - De filmcyclus Star Wars
- The Eye of Ra - De film Stargate
- Sandrider - Het boek Dune
- Perfect Survivor - De film Alien
- Intergalactic Space Crusaders - De televisieserie Blake's 7
- Starchild - De films 2001: A Space Odyssey en 2010: The Year We Make Contact

Op cd 2:
- Spaced Out - De film Dark Star
- Inseparable Enemies - De film Enemy Mine